# Курганский государственный педагогический институт
Курганский государственный педагогический институт — высшее учебное заведение, основанное в 1952 году для подготовки педагогических кадров. Реорганизован в 1995 году и на его базе был создан Курганский государственный университет.

## Основная история
30 мая 1951 года постановлением Совета министров СССР № 8472, приказом Министерства высшего и среднего специального образования СССР № 962 и приказом Министерства просвещения РСФСР № 424 в городе Кургане на базе Шадринского педагогического института, был создан Курганский государственный педагогическим институт. Учебные корпуса института были размещены на улице Советской в доме 63. Первым ректором был назначен А. А. Кондрашенков. 
17 июня 1952 года на основании приказа министра просвещения РСФСР был начат учебный процесс в институте. Первоначально структура института состояла из трёх факультетов: физико-математического, историко-филологического и иностранных языков. Основной костяк научно-педагогических кадров составили бывшие преподаватели Шадринского педагогического института, на момент основания Курганского педагогического института в нём состояло двадцать два преподавателя. В 1958 году в институте была открыта новая специальность учитель средней школы по физическому воспитанию, анатомии и физиологии. В 1962 году в институте был открыт новый биолого-химический факультет, в структуре института появились кафедры: всеобщей истории, истории СССР, иностранных языков, русского языка и русской и зарубежной литературы. В 1977 году был создан исторической и филологический факультет. В 1968 году ректором института был назначен А. Д. Сазонов.
С 1966 года в составе института действовала Археологическая лаборатория под руководством Т. М. Потёмкиной, сотрудники которой до 1975 года проводили постоянные археологические экспедиции, в результате этих исследований выявлено большое количество новых памятников, поселений и могильников различных эпох: от палеолита
до средневековья, расположенных по рекам: Алабуге, Куртамышу, Миассу, Суери, Тоболу и Чёрной. Была проведена паспортизация 470 археологических памятников Курганской области, среди них Савин-1. С 1952 по 1985 год научно-исследовательская работа института проводилась по направлениям: педагогические основы обучения и воспитания школьников и студентов педагогических вузов, вопросы местного краеведения, вопросы промышленного и сельскохозяйственного производства, теоретические основы наук. На 1985 год в научно-исследовательской работе
института участвовало сто восемьдесят восемь преподавателей, из них имеющие учёное звание доцентов и профессоров и около ста кандидатов и докторов наук.
С 1980 по 1995 год в структуру института входили: физико-математический факультет, биолого-химический факультет, естественно-географический факультет, факультет иностранных языков, историко-филологический факультет, факультет начального образования, факультет психологии и кафедры: общего языкознания, истории СССР (отечественной истории и документоведения), всеобщей истории, русского языка, алгебры, геометрии, информационных технологий, русской и зарубежной литературы, французской, английской и немецкой филологии, иностранных языков, истории литературы и фольклора. В 1995 году последним ректором института был назначен А. П. Кузнецов. За годы своего существования институтом было подготовлено более двенадцати тысяч педагогов для средней общеобразовательной школы по различным специализациям.
30 сентября 1995 года Указом Президента Российской Федерации № 990 на базе Курганского педагогического института и Курганского  машиностроительного института был создан Курганский государственный университет

## Руководство
- Кондрашенков, Алексей Алексеевич (1955—1968)
- Сазонов, Александр Дмитриевич (1968—1995)
- Кузнецов, Александр Павлович (1995—1998)

## Известные преподаватели и выпускники
- Астапов, Павел Леонидович — призёр чемпионата России по самбо, чемпион и призёр чемпионатов Азии по самбо, мастер спорта России международного класса по самбо, мастер спорта России по дзюдо.
- Беледин, Артур Власович — заслуженный тренер РСФСР.
- Березин, Алексей Германович — Заслуженный тренер России и Заслуженный работник физической культуры Российской Федерации.
- Голдинов, Вячеслав Анатольевич — Заслуженный работник физической культуры Российской Федерации и Заслуженный тренер России.
- Горбенко, Вадим Фёдорович — заслуженный тренер РСФСР (по греко-римской борьбе), заслуженный работник физической культуры Российской Федерации.
- Емельянов, Николай Филиппович — доктор исторических наук, профессор, заслуженный работник высшей школы Российской Федерации.
- Заболотняя, Людмила Фёдоровна — чемпионка и серебряный призёр чемпионата мира, неоднократная чемпионка и призёр чемпионатов СССР. Мастер спорта СССР международного класса.
- Кислицын, Василий Александрович — депутат Государственной думы Федерального собрания Российской Федерации III созыва.
- Колесников, Сергей Викторович — призёр чемпионатов России по дзюдо, чемпион и призёр чемпионатов России по самбо, чемпион Европы и призёр чемпионатов мира по самбо, Мастер спорта СССР международного класса по самбо и дзюдо, Заслуженный мастер спорта России по самбо.
- Криволапова, Нина Анатольевна — доктор педагогических наук, профессор, заслуженный учитель Российской Федерации.
- Кунтарев, Сергей Александрович — бронзовый призёр чемпионата Европы, чемпион России и Обладатель Кубка Мира.
- Курпишев, Иван Борисович — дважды серебряный призёр Чемпионата России.
- Меньщиков, Александр Иванович — чемпион мира по греко-римской борьбе, заслуженный мастер спорта России, заслуженный тренер России.
- Огаркова, Людмила Дмитриевна — чемпионка СССР, мастер спорта СССР. Тренер высшей категории по биатлону.
- Осипов, Борис Иванович — доктор филологических наук, профессор.
- Руденко, Сергей Владимирович — глава города Кургана.
- Терещенко, Валентина Ивановна — заслуженный учитель Российской Федерации.
- Травников, Герман Алексеевич — Народный художник Российской Федерации.
- Шалютин, Соломон Михайлович — доктор философских наук. Заслуженный работник культуры РСФСР.
- Янко, Михаил Данилович — кандидат педагогических наук, профессор.